# Alexandre Alonso de Medina Bausà
Alexandre Alonso de Medina Bausà (l'últim cognom de vegades es troba escrit Bauzá), (Jaén, 25 d'abril de 1819 - Reus, 11 d'agost de 1895) va ser un militar espanyol. Era fill d'Isidor Alonso, tinent coronel nascut a Agres (País Valencià) i de Maria Antònia de Medina i Bausà, de Barcelona.
Pel seu full de serveis militars se sap que tenia la graduació de segon comandant per mèrits de guerra i estava destinat al Quarter de Cavalleria de Reus, quan va contreure matrimoni amb una reusenca, Maria Malegue Domènech segurament l'any 1850. Va tenir diversos fills, gairebé tots nascuts a Reus, dels quals alguns van seguir també la carrera militar.
Alexandre Alonso de Medina va ingressar com a cadet a l'Acadèmia Militar de Saragossa l'any 1836. L'any 1861 se li va concedir l'Orde d'Isabel la Catòlica amb el grau de comandant per la seva actuació a la Revolta de Loja, i el 1867, per mèrits de guerra, va ser ascendit a coronel, graduació que tenia quan va morir. El 1868 va donar suport a la Revolució de Setembre des de la comandància militar de Lleida, i el 1869 va demanar el retir. Sis anys després va tornar al servei actiu a petició pròpia, fins al 1881, quan va arribar a l'edat reglamentària de jubilació. Va exercir diversos càrrecs en comissions militars d'estudis a la península i a l'estranger. Estava en possessió de diverses condecoracions, entre elles la de l'Orde de Sant Hermenegild.
Va ser pare d'Alexandre Alonso de Medina Malegue, nascut al 1852, d'Enric Alonso de Medina Malegue, nascut el 1853 i d'Isidre Alonso de Medina Malegue, nascut el 1858.